# Independence Avenue (Windhoek)
Die Independence Avenue (zu deutsch „Unabhängigkeitsstraße“) ist eine Hauptverkehrs- und wichtige Einkaufsstraße in der namibischen Hauptstadt Windhoek. Sie erstreckt sich über etwa 10 Kilometer.

## Geschichte

Kaiserstraße (um 1900)

Die Independence Avenue war schon mit Gründung von Windhoek 1890 durch Curt von François die wichtigste Verkehrsader der Stadt. 1956 wurde die Straße im Bereich des Zoo Parks verbreitert.
Sie hieß bis zur Unabhängigkeit Namibias 1990 „Kaiserstraße“.

## Lage und Ausbau
Die Independence Avenue beginnt im Zentrum von Windhoek am Dr. Antonio Agostinho Neto Square (Ausspannplatz; Windhoek-Central) und erstreckt sich, mit jeweils zwei – teilweise getrennten – Fahrspuren pro Richtung, gen Norden durch die Stadtteile Windhoek-Nord, Windhoek-Katutura und Windhoek-Wanaheda, bis sie im Nordwesten der Stadt unweit des Goreangab-Damms endet. Sie ist komplett mit einer Bitumendecke befestigt. Die Independence Avenue kann grob in drei Bereiche aufgrund ihrer Bebauung und Nutzung unterteilt werden.

### Innenstadtbereich
Der südlich gelegene Innenstadtbereich beginnt am Dr. Antonio Agostinho Neto Square und schließt Windhoek-Central und den südlichen Teil von Windhoek-Nord mit Geschäften, Ministerien, Hotels, historischen Gebäuden aus der deutschen Kolonialzeit und Bürogebäuden ein. Hier befinden sich zahlreiche Sehenswürdigkeiten wie unter anderem der auch historisch bedeutsame Zoo Park und der Erkrath-Gathemann-Kronprinz-Gebäudekomplex.
In diesem Bereich der Independence Avenue haben zahlreiche namibische Ministerien und Regierungseinrichtungen, Botschaften, wie unter anderem die Deutsche Botschaft im Sanlam Centre, sowie Fluggesellschaften ihren Sitz.
Gegenüber dem „Gustav Voigts Centre“ wird seit 2009 das größte Bauprojekt des Landes im Wert von zwei Milliarden Namibia-Dollar realisiert. Im ersten Bauabschnitt wurde das Hotel Hilton Windhoek Mitte 2011 eröffnet. In einem zweiten Bauabschnitt, dem weitere folgen sollen, wird das Wohn- und Geschäftsgebäude „1990“ errichtet. Der gesamte Platz trägt den Namen „Eliakim Namundjebo Plaza“, ist aber auch als „Freedom Plaza“ bekannt.

#### Bauwerke
Bedeutende Bauwerke und Gebäude in diesem Bereich der Independence Avenue sind – von Süden nach Norden – unter anderem:
- Stadtverwaltung Windhoek
- Hilton Windhoek, am Südende des „Eliakim Namundjebo Plaza“
- Gustav Voigts Centre mit dem AVANI Windhoek Hotel
- Alexander Forbes-Haus mit der Carl List Mall
- Sanlam Centre
- Mutual Tower
- Erkrath-Gathemann-Kronprinz-Gebäudekomplex
- Gibeon-Meteoriten
- Turnhalle (Windhoek)
- Zoo Park (mit Kriegerdenkmal im Zoo Park)
- Namdeb-Centre
- Frans Indongo Gardens
- Kududenkmal
- Kaiserliche Landesvermessung
- Bahnhof Windhoek von TransNamib

#### Ansichten

Curt-von-François-Denkmal
Sanlam Centre in Windhoek-Central
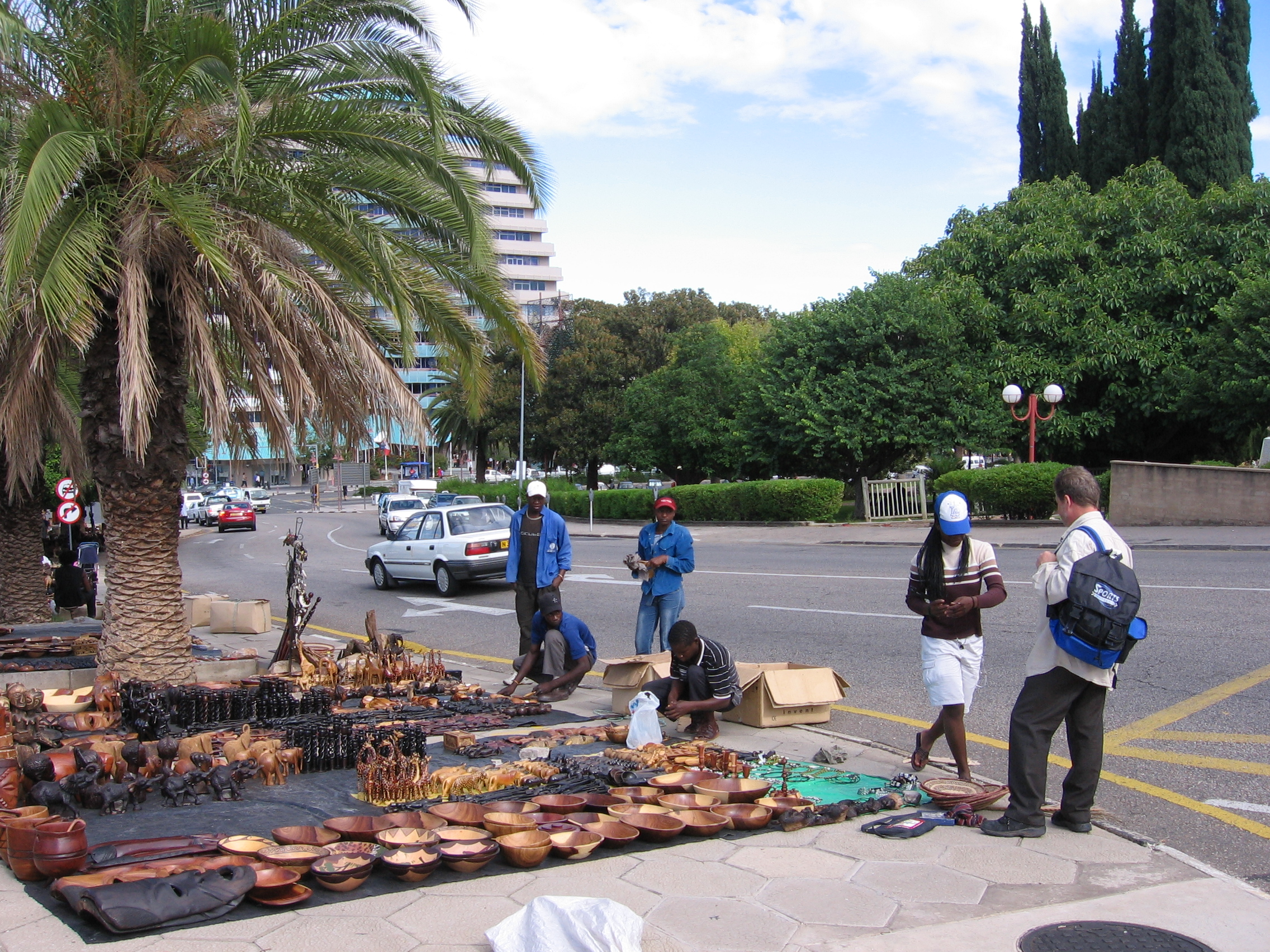
Schnitzermarkt mit dem Sanlam-Centre im Hintergrund
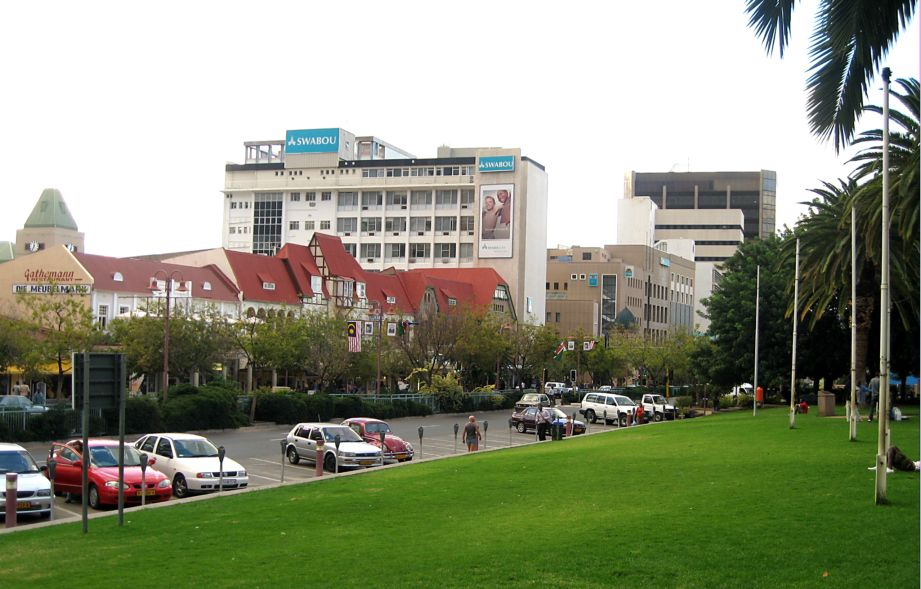
Independence Avenue in Windhoek-Central vom Zoo Park aus aufgenommen
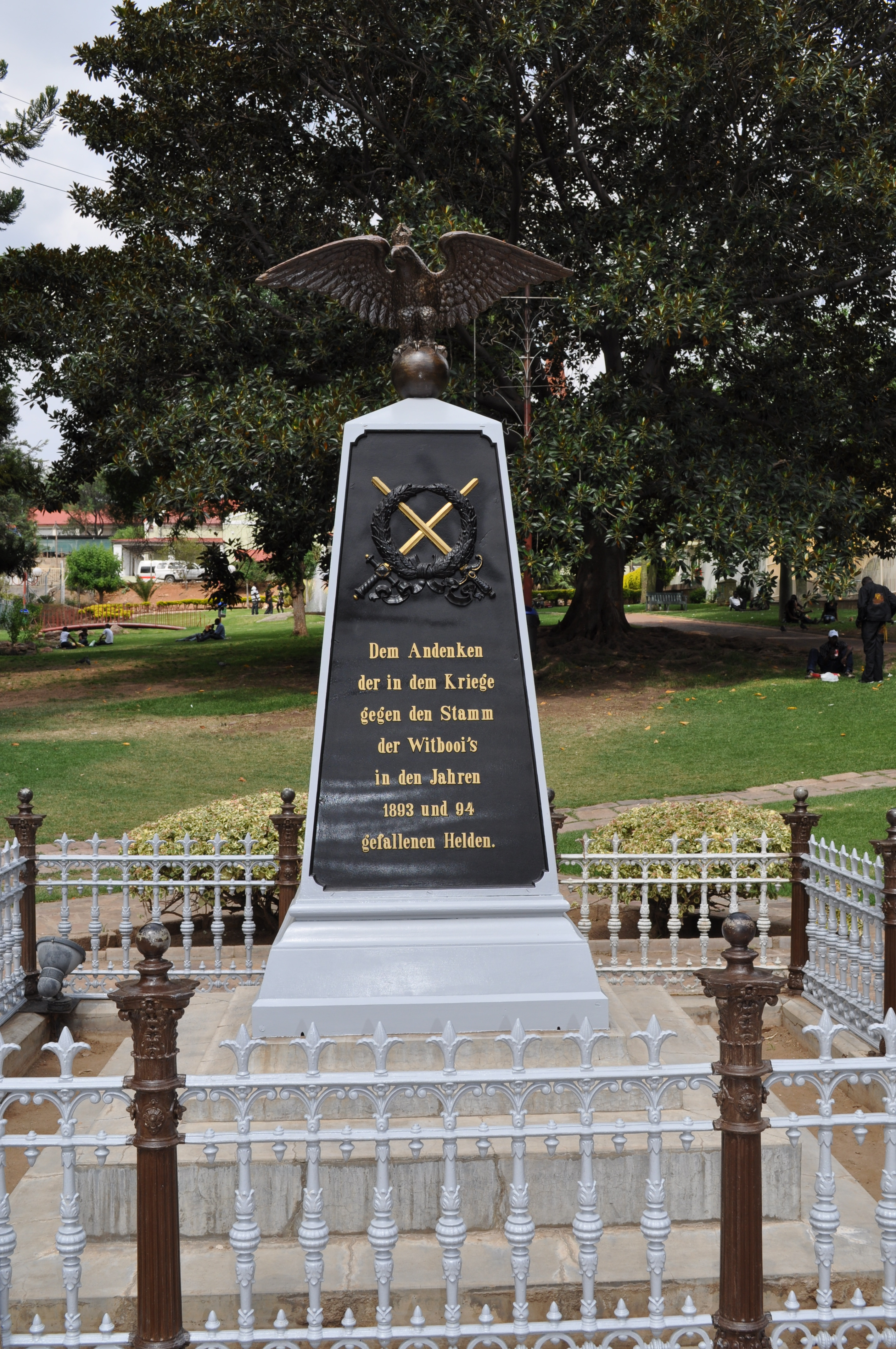
Das Kriegerdenkmal im Zoo Park
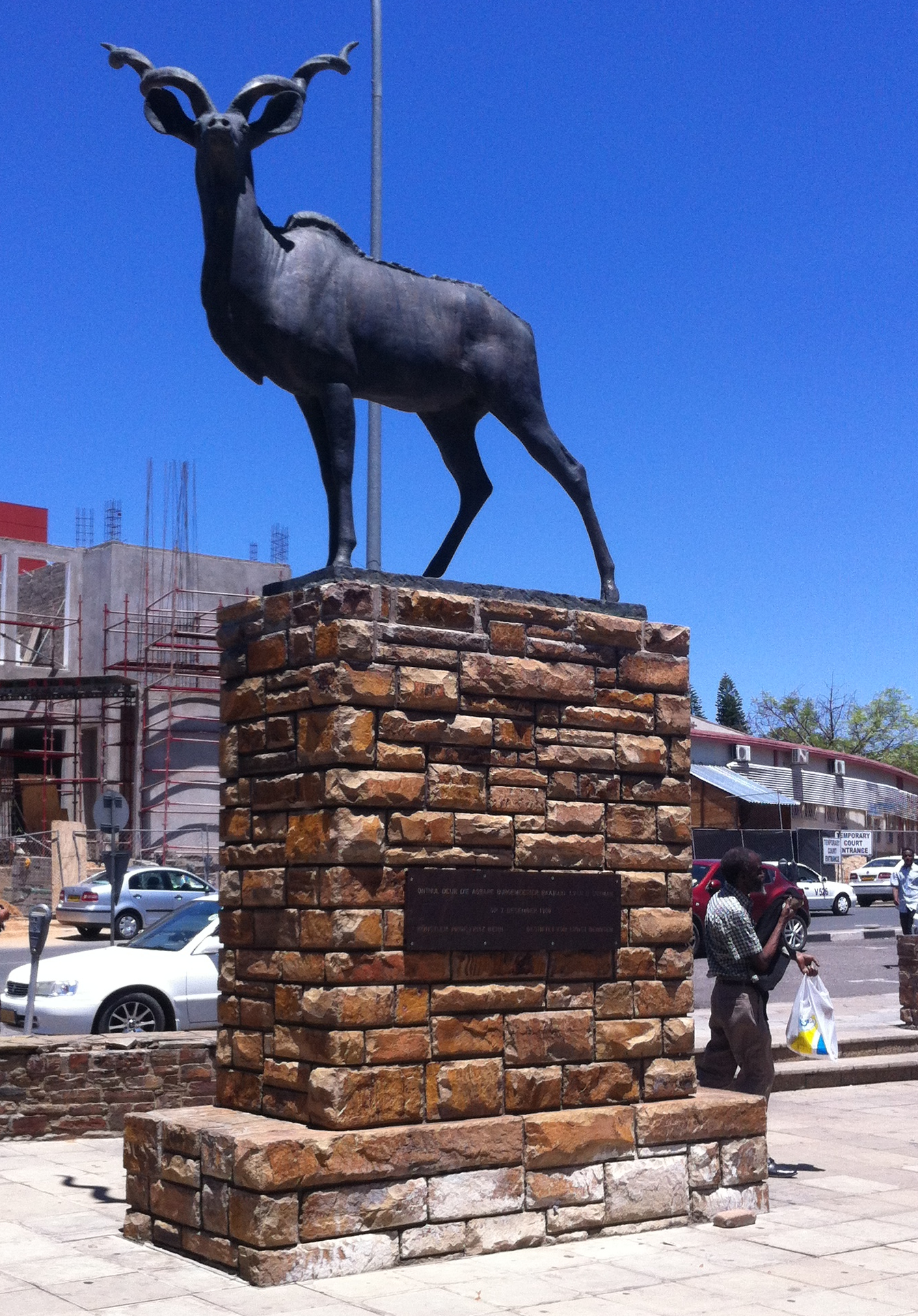
Das Kududenkmal
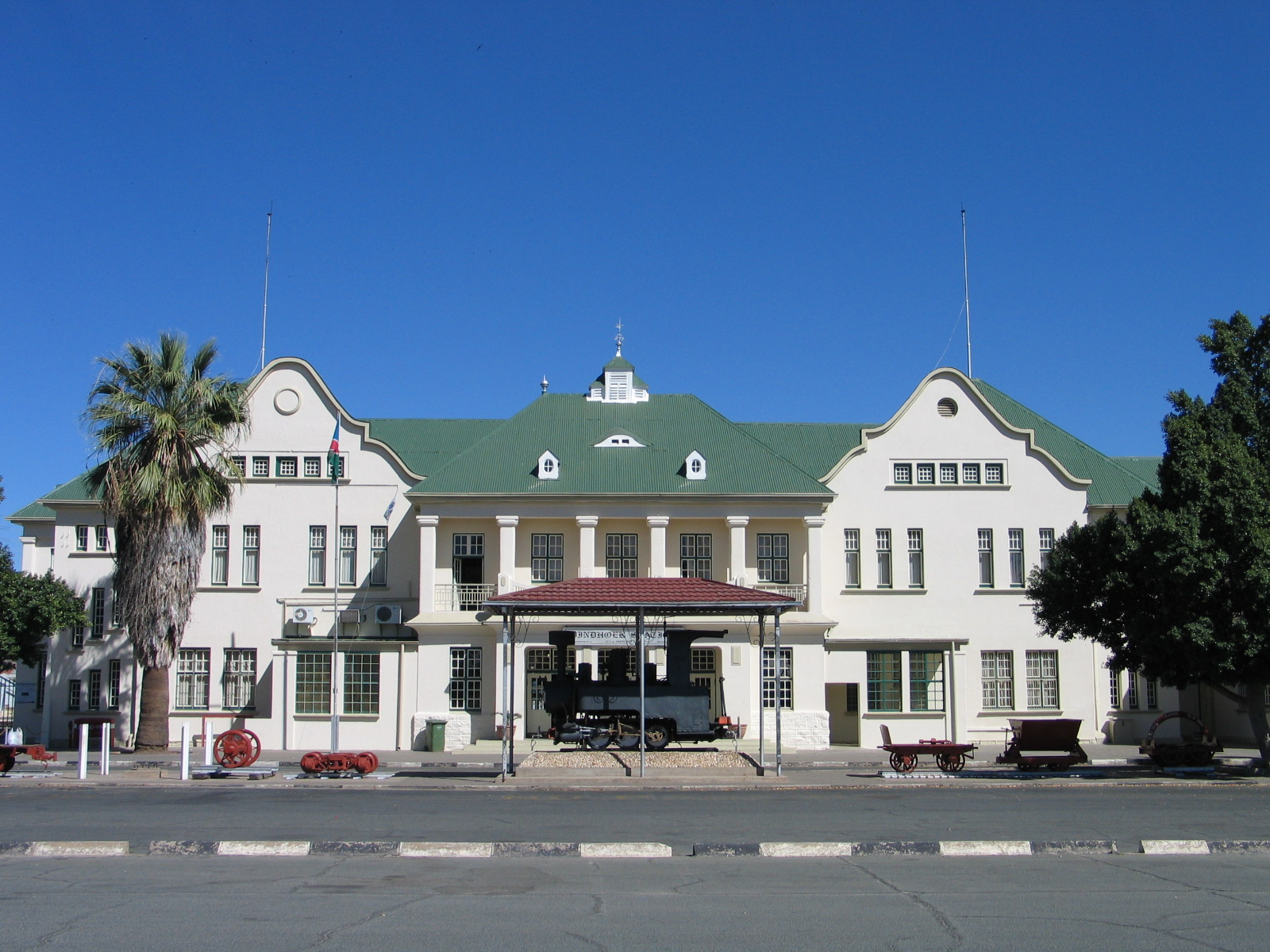
Bahnhof Windhoek
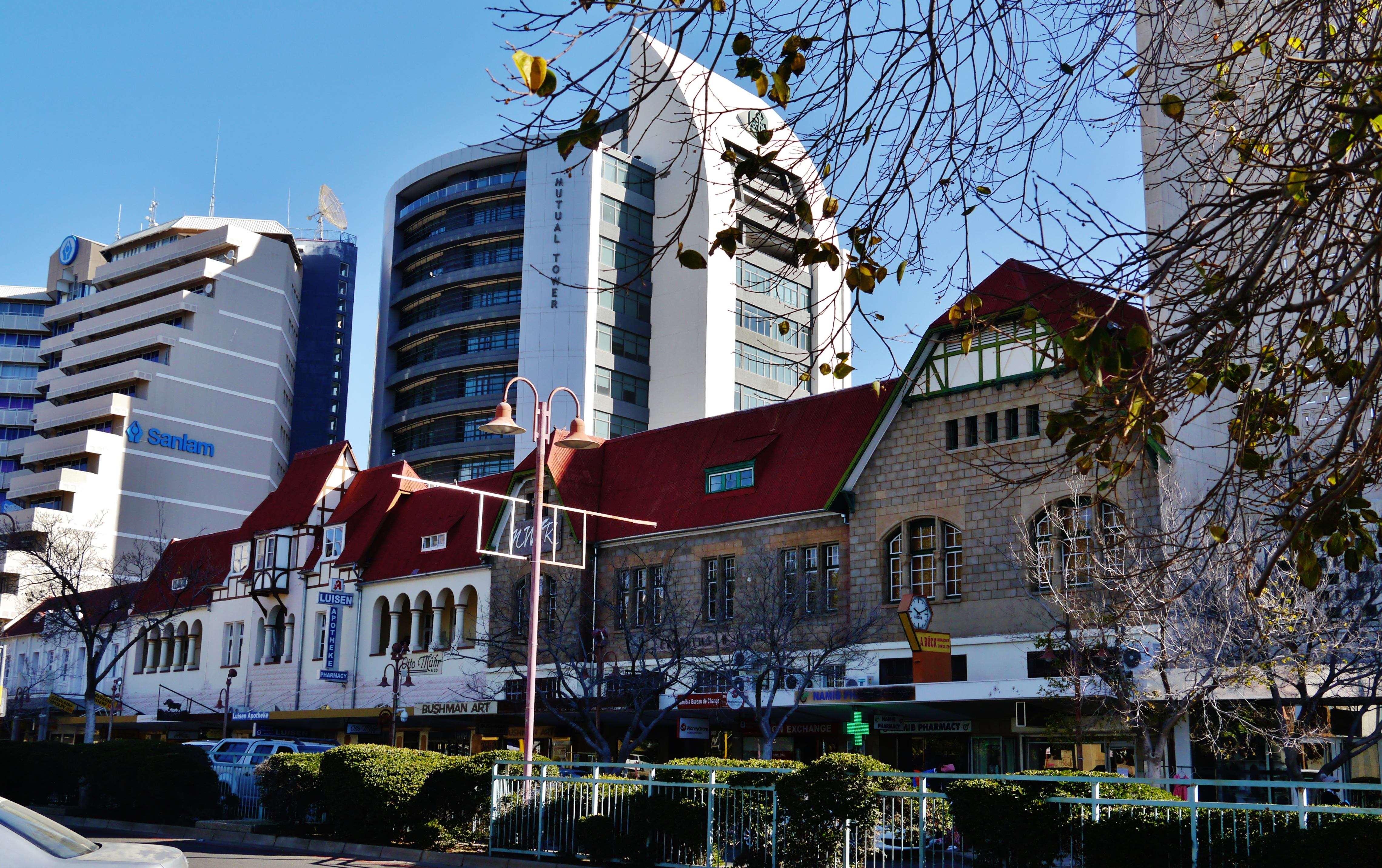
Erkrath-Gatheman-Kronprinz-Gebäudekomplex
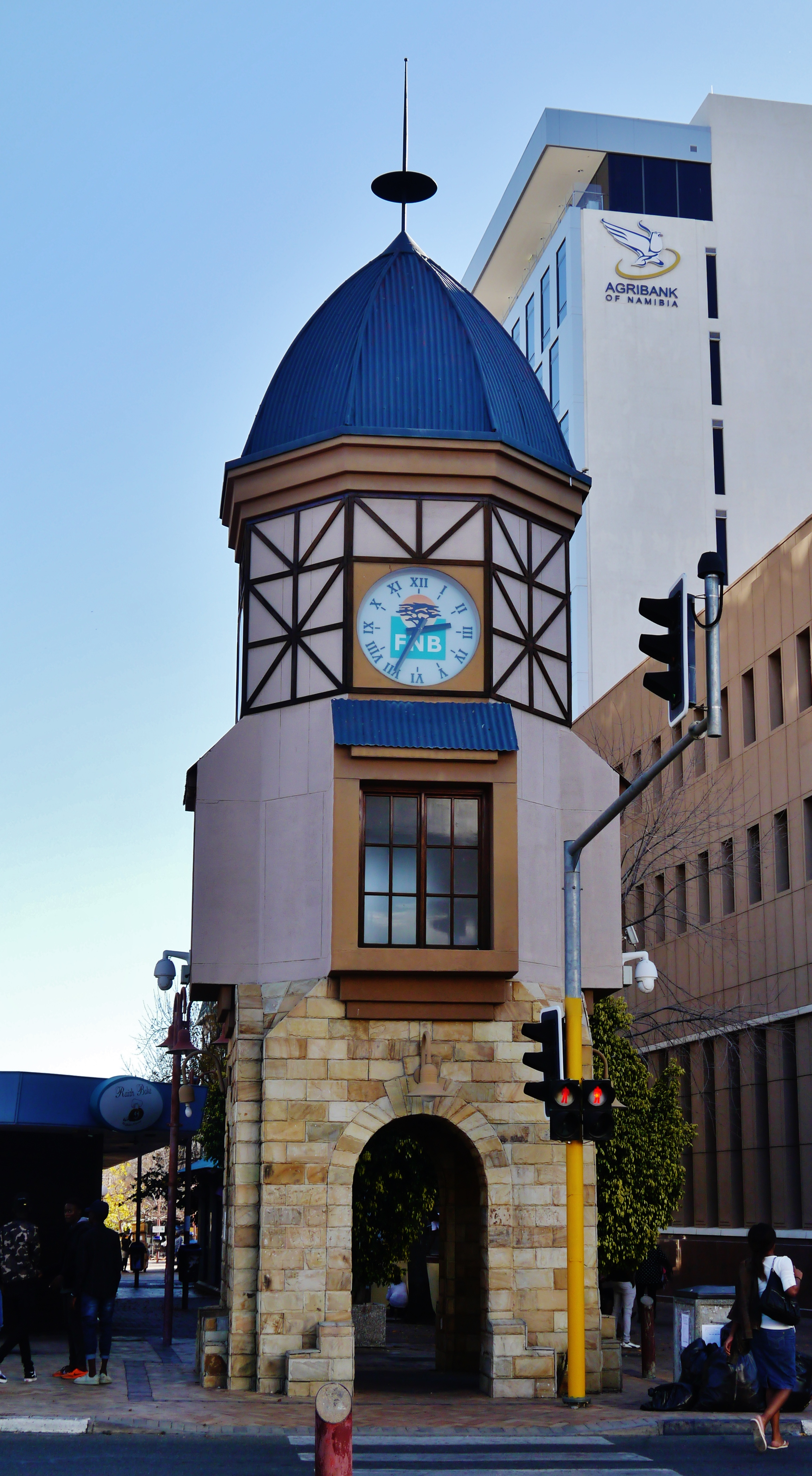
Der Clock Tower

### Mittlerer Bereich
Der mittlere Teile der Independence Avenue reicht in etwa von Etna Straße im Süden bis zur Wilibald-Kapuenene-Straße im Norden. Dieses Gebiet wird von Grünflächen und Hauptverkehrsstraßen wie der Nationalstraße B1 dominiert. Hier befinden sich neben dem Bahngelände von TransNamib an der Westseite unter anderem die zentrale Hauptfeuerwache und das Katutura-Staatskrankenhaus im Süden von Windhoek-Katutura.

### Nördlicher Bereich
Der gesamte nördliche Bereich der Independence Avenue wird vor allem von Einzelhäusern und kleinen Wohngebäuden dominiert. Auf etwa halber Höhe befindet sich mit dem Soweto-Markt der größte offene Markt der Stadt. Etwa das nördliche Drittel dieses Bereiches im Stadtteil Wanaheda ist teilweise von slumähnlichen Gebieten gekennzeichnet.

## Besonderes
Auf der Independence Avenue finden alljährlich der große Karnevalsumzug und Umzüge am namibischen Unabhängigkeitstag statt.